# Mistrzostwa NCAA Division I w Zapasach w 1995
Mistrzostwa NCAA Division I w zapasach rozgrywane były w Iowa City w dniach 16–18 marca 1995 roku. Zawody odbyły się w Carver–Hawkeye Arena, na terenie Uniwersytetu Iowa.
- Outstanding Wrestler – T.J. Jaworsky

## Wyniki

### Drużynowo
| Kolejność | Szkoła                                      | Zespół        |
| --------- | ------------------------------------------- | ------------- |
| 1.        | University of Iowa                          | Hawkeyes      |
| 2.        | Oregon State University                     | Beavers       |
| 3.        | Michigan State University                   | Spartans      |
| 4.        | Arizona State University                    | Sun Devils    |
| 5.        | Pennsylvania State University               | Nittany Lions |
| 6.        | University of Nebraska–Lincoln              | Cornhuskers   |
| 7.        | Oklahoma State University                   | Cowboys       |
| 8.        | University of North Carolina at Chapel Hill | Tar Heels     |

### All American

#### 118 lb
| Lp. | Zawodnik        | Szkoła         |
| --- | --------------- | -------------- |
| 1.  | Kelvin Jackson  | Michigan State |
| 2.  | Eric Ivin       | Oklahoma       |
| 3.  | Mike Mena       | Iowa           |
| 4.  | Matt Hanutke    | Wisconsin      |
| 5.  | Sheldeon Thomas | Clarion        |
| 6.  | Brad Canoyer    | Nebraska       |
| 7.  | Danny Felix     | Arizona State  |
| 8.  | Kevin Roberts   | Oregon         |

#### 126 lb
| Lp. | Zawodnik       | Szkoła         |
| --- | -------------- | -------------- |
| 1.  | Jeff McGinness | Iowa           |
| 2.  | Sanshirō Abe   | Penn State     |
| 3.  | Dwight Hinson  | Iowa State     |
| 4.  | Gleen Nieradka | Oregon State   |
| 5.  | Steve Baer     | Nebraska       |
| 6.  | Tim Harris     | Minnesota      |
| 7.  | Brian Bolton   | Michigan State |
| 8.  | Matt Finacchio | George Mason   |

#### 134 lb
| Lp. | Zawodnik        | Szkoła         |
| --- | --------------- | -------------- |
| 1.  | T.J. Jaworsky   | North Carolina |
| 2.  | Babak Mohammadi | Oregon State   |
| 3.  | Steve St.John   | Arizona State  |
| 4.  | Eric Kimble     | Ohio           |
| 5.  | DeWayne Zinkin  | Fresno State   |
| 6.  | Mark Ironside   | Iowa           |
| 7.  | Frank Laccone   | Purdue         |
| 8.  | J.J. Fasnacht   | Pittsburgh     |

#### 142 lb
| Lp. | Zawodnik       | Szkoła          |
| --- | -------------- | --------------- |
| 1.  | John Hughes    | Penn State      |
| 2.  | Gerry Abas     | Fresno State    |
| 3.  | Tim Shifflet   | Edinboro        |
| 4.  | Dan Carcelli   | Cleveland State |
| 5.  | Bill Zadick    | Iowa            |
| 6.  | Kenny Liddell  | Missouri        |
| 7.  | Scott Reyna    | Oklahoma State  |
| 8.  | Roger Chandler | Indiana         |

#### 150 lb
| Lp. | Zawodnik           | Szkoła         |
| --- | ------------------ | -------------- |
| 1.  | Stephen Marianetti | Illinois       |
| 2.  | Lincoln McIlravy   | Iowa           |
| 3.  | Jeffrey Theiler    | Arizona State  |
| 4.  | Temoer Terry       | Nebraska       |
| 5.  | Chris Bono         | Iowa State     |
| 6.  | Steve Cassidy      | Lehigh         |
| 7.  | Chad Bailey        | Michigan State |
| 8.  | Marc Taylor        | North Carolina |

#### 158 lb
| Lp. | Zawodnik        | Szkoła         |
| --- | --------------- | -------------- |
| 1.  | Ernst Benion    | Illinois       |
| 2.  | Dan Wirnsberger | Michigan State |
| 3.  | Joe Burke       | Seton Hall     |
| 4.  | Eric Smith      | Ohio State     |
| 5.  | Tony Robie      | Edinboro       |
| 6.  | Daryl Weber     | Iowa           |
| 7.  | John Withrow    | Pittsburgh     |
| 8.  | Mike Collins    | Missouri       |

#### 167 lb
| Lp. | Zawodnik       | Szkoła         |
| --- | -------------- | -------------- |
| 1.  | Markus Mollica | Arizona State  |
| 2.  | Mark Branch    | Oklahoma State |
| 3.  | Stan Banks     | North Carolina |
| 4.  | Chad Renner    | Oregon State   |
| 5.  | Rick Hepp      | Lehigh         |
| 6.  | Matt Nerem     | Iowa           |
| 7.  | Lou Cerchio    | Seton Hall     |
| 8.  | Chad Biggert   | Michigan       |

#### 177 lb
| Lp. | Zawodnik        | Szkoła       |
| --- | --------------- | ------------ |
| 1.  | Les Gutches     | Oregon State |
| 2.  | Quincey Clark   | Oklahoma     |
| 3.  | Ray Brinzer     | Iowa         |
| 4.  | Brett Colombini | Minnesota    |
| 5.  | Rohan Gardner   | Northwestern |
| 6.  | Reese Andy      | Wyoming      |
| 7.  | Bob Ferraro     | Bucknell     |
| 8.  | Doug Zembiec    | Navy         |

#### 190 lb
| Lp. | Zawodnik       | Szkoła         |
| --- | -------------- | -------------- |
| 1.  | J.J McGrew     | Oklahoma State |
| 2.  | Joel Sharratt  | Iowa           |
| 3.  | Emilio Collins | Michigan State |
| 4.  | Bryan Stout    | Clarion        |
| 5.  | John Kading    | Oklahoma       |
| 6.  | Jehad Hamdan   | Michigan       |
| 7.  | Jason Robison  | Edinboro       |
| 8.  | Ryan Tobin     | Nebraska       |

#### 275 lb
| Lp. | Zawodnik        | Szkoła                        |
| --- | --------------- | ----------------------------- |
| 1.  | Tolly Thompson  | Nebraska                      |
| 2.  | Justin Greenlee | Northern Iowa                 |
| 3.  | Kerry McCoy     | Penn State                    |
| 4.  | Jeff Walter     | Wisconsin                     |
| 5.  | Nick Hall       | Old Dominion                  |
| 6.  | Billy Pierce    | Minnesota                     |
| 7.  | Dan Payne       | Clarion                       |
| 8.  | Justin Harty    | North Carolina at Chapel Hill |